# Yanqui U.X.O.
Yanqui U.X.O. es el cuarto álbum lanzado por Godspeed You! Black Emperor a través de Constellation Records en 2002. Este álbum es el primer lanzamiento del grupo canadiense después de su pequeña corrección en el signo de exclamación de su nombre; éste fue movido al final del "You" en lugar del "Emperor" que utilizaron hasta entonces. Esto fue realizado, aparentemente, para hacer al nombre de la banda más exacto con el nombre del documental de Mitsuo Yanamigachi, Godspeed You! Black Emperor.
Las notas del álbum se refieren a "Yanqui" como a una "corporación multinacional oligárquica", mientras que "U.X.O" significa unexploded ordnance, lo que significa "municiones sin estallar", es decir, cualquier material explosivo que no detona al momento de ser utilizado, y permanece con riesgo de explosión aún muchos años después de haber sido utilizados o descartados.
La tapa frontal muestra bombas siendo arrojadas desde un aeroplano, mientras que un bosquejo en la tapa trasera relaciona cuatro importantes compañías discográficas al complejo industrial-militar estadounidense. En un error, una quinta compañía discográfica fue catalogada como subdivisión de una de las otras.
Hay algunas notables diferencias entre la edición en CD y el doble vinilo; una de las más destacables es la unión de la canción bipartita "09-15-00" en una sola pieza. Otra es la adición de una pista oculta entre la canción final después de un tiempo de silencio. Está enmascarada en una manera similar como la canción corta "J.L.H. Outro" en la edición en CD de f#a#∞. La pista oculta consiste en un discurso de George W. Bush editado y sampleado con aplausos agregados. Y finalmente la segunda parte de "Motherfucker=Redeemer" es alrededor de nueve minutos mayor en la edición en vinilo debido a una apertura con música ambiental más extensa.
Algunos nombres alternativos utilizados por la banda en setlist durante sus presentaciones en vivo incluían "12-28-99" (quién se convirtió en "09-15-00"), "Tazer Floyd" ("Rockets fall on Rocket Falls."), y "Tiny Silver Hammers" (que finalmente se llamó "Motherfucker=Redeemer").

## Lista de canciones

### Edición en vinilo
| N.º   | Título                          | Duración |  |
| 1.    | «09-15-00»                      | 22:40    |  |
| 2.    | «Rockets Fall On Rocket Falls»  | 20:43    |  |
| 3.    | «Motherfucker=Redeemer»         | 21:23    |  |
| 4.    | «Motherfucker=Redeemer (cont.)» | 19:05    |  |
| 83:58 |                                 |          |  |

Después de la segunda parte de "Motherfucker=Redeemer" hay una pista "oculta". Comienza con una voz repitiendo "It is a predominant question; Why am I here, and what can I do to make it better? How can I do what is right?". Esta voz se repite durante toda la pista. Después de un tiempo, se puede escuchar George W. Bush dando un discurso, el cual está continuamente siendo interrumpido por aplausos.
Esta pista también fue incluida en la compilación "Azadi!" (en beneficio para la Asociación Revolucionaria de Mujeres de Afganistán) y fue intitulada "George Bush Cut Up While Talking".

### Edición en CD
| N.º   | Título                          | Duración |  |
| 1.    | «09-15-00»                      | 16:28    |  |
| 2.    | «09-15-00»                      | 6:16     |  |
| 3.    | «Rockets Fall On Rocket Falls»  | 20:43    |  |
| 4.    | «Motherfucker=Redeemer»         | 21:23    |  |
| 5.    | «Motherfucker=Redeemer (cont.)» | 10:10    |  |
| 75:00 |                                 |          |  |